# Earl Park
Earl Park – miasto w Stanach Zjednoczonych, w stanie Indiana, w hrabstwie Benton.